# 贝科尔代勒-贝库尔
贝科尔代勒-贝库尔（法語：Bécordel-Bécourt，法語發音：[bekɔʁdɛl bekuʁ]）是法国上法蘭西大區索姆省的一个市镇，属于佩罗讷区。

## 地理
贝科尔代勒-贝库尔（49°59'23"N, 2°41'8"E）面积3.57 平方千米，位于法国上法蘭西大區索姆省，该省份为法国北部沿海省份，北起加来海峡省和北部省，西接滨海塞纳省和大西洋英吉利海峡，南至瓦兹省，东临埃纳省。
与贝科尔代勒-贝库尔接壤的市镇（或旧市镇、城区）包括：奥维莱尔-拉布瓦塞勒、阿爾貝、弗里库尔、梅欧尔特。

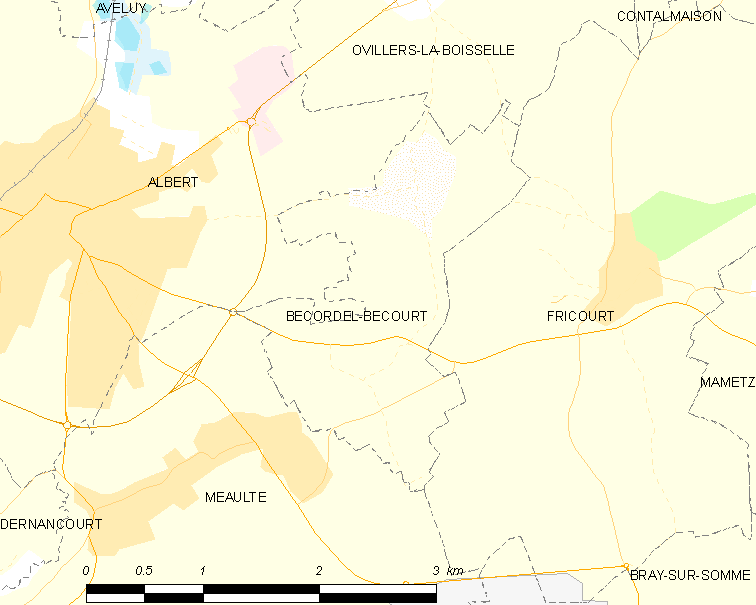
贝科尔代勒-贝库尔的OSM定位图

贝科尔代勒-贝库尔的时区为UTC+01:00、UTC+02:00（夏令时）。

## 行政
贝科尔代勒-贝库尔的邮政编码为80300，INSEE市镇编码为80073。

## 政治
贝科尔代勒-贝库尔所属的省级选区为阿尔贝县。

## 人口

1962-2008年间贝科尔代勒-贝库尔人口变化图示

贝科尔代勒-贝库尔于2022年1月1日时的人口数量为154人。